# Râul Fâneața Îngustă
Fâneața Îngustă este un curs de apă, afluent al râului Târnava Mare.  

## Hărți
- Harta județului Harghita